# Luis María Atienza Serna
Luis María Atienza Serna (Trespaderne (Burgos), 30 d'agost de 1957) és un polític espanyol que fou Ministre d'Agricultura, Pesca i Alimentació durant l'últim govern de Felipe González.

## Biografia
Va estudiar ciències econòmiques i empresarials a la Universitat Deusto, ampliant posteriorment els seus estudis a la Universitat de Nancy (diplomat en Estudis Superiors Europeus) i és diplomat en Economia del Desenvolupament (D.E.A.) per la Universitat de Nancy, Facultat de Dret i Ciències Econòmiques.

## Activitat política
Membre de l'Executiva del Partit Socialista d'Euskadi, entre desembre de 1990 i maig de 1991 va formar part del Parlament Basc, essent vocal en diverses comissions. Va ser conseller d'Economia del Govern Basc (1989-1991). Va abandonar el Parlament Basc en ser nomenat secretari general d'Estructures Agràries a l'abril de 1991, on va estar fins al 30 de juliol de 1993; llavors va ser secretari general d'Energia i Recursos Minerals del Ministeri d'Indústria i Energia d'Espanya. El 6 de maig de 1994 va ser nomenat Ministre d'Agricultura, Pesca i Alimentació pel president Felipe González, càrrec que va ocupar fins al 6 de maig de 1996.

## Activitat professional
Ha estat professor de la Facultat de Ciències Econòmiques i Empresarials, així com de l'Institut Internacional de Direcció d'Empreses i de l'Institut d'Estudis Europeus, de la Universitat de Deusto i membre dels consells d'administració de l'Institut Nacional d'Hidrocarburs (INH), de la Corporació Logística d'Hidrocarburs (CLH) i de l'ens Basc de l'Energia (EVE). Ha impartit nombrosos cursos, seminaris i conferències i ha publicat articles sobre política econòmica, política energètica, política agrària i investigació europea en diaris econòmics i d'informació general, també documents de treball d'instituts universitaris i centres d'investigació. Actualment és conseller de Redes Eléctricas Nacionais (REN).
Des de juliol de 2004 fins a març de 2012 fou president de Red Eléctrica de España Arxivat 2010-02-04 a Wayback Machine. (REE).